# Třída Al Siddiq
Třída Al Siddiq je třída raketových člunů Saúdského královského námořnictva. Jejich hlavním úkolem je hlídkování a ničení hladinových lodí pomocí protilodních střel. Třídu tvoří celkem devět jednotek, které jsou všechny stále v aktivní službě.

## Stavba
Všechny čluny byly stavěny v USA na základě tamního typu PGG. Do služby byly zařazeny v letech 1980–1982. Celou třídu tvoří jednotky Al Siddiq (511), Al Farouq (513), Abdul Aziz (515), Faisal (517), Khalid (519), Amr (521), Tariq (523), Oqbah (525) a Abu Obaidah (527).
Jednotky třídy Al Siddiq:
| Jméno             | Spuštěna | Vstup do služby    | Status  |
| ----------------- | -------- | ------------------ | ------- |
| Al Siddiq (511)   | 1979     | 15. prosince 1980  | aktivní |
| Al Farouq (513)   | 1980     | 22. června 1981    | aktivní |
| Abdul Aziz (515)  | 1980     | 3. září 1981       | aktivní |
| Faisal (517)      | 1980     | 23. listopadu 1981 | aktivní |
| Khalid (519)      | 1981     | 11. ledna 1982     | aktivní |
| Amr (521)         | 1981     | 21. června 1982    | aktivní |
| Tariq (523)       | 1981     | 16. srpna 1982     | aktivní |
| Oqbah (525)       | 1981     | 18. října 1982     | aktivní |
| Abu Obaidah (527) | 1982     | 6. prosince 1982   | aktivní |

## Konstrukce

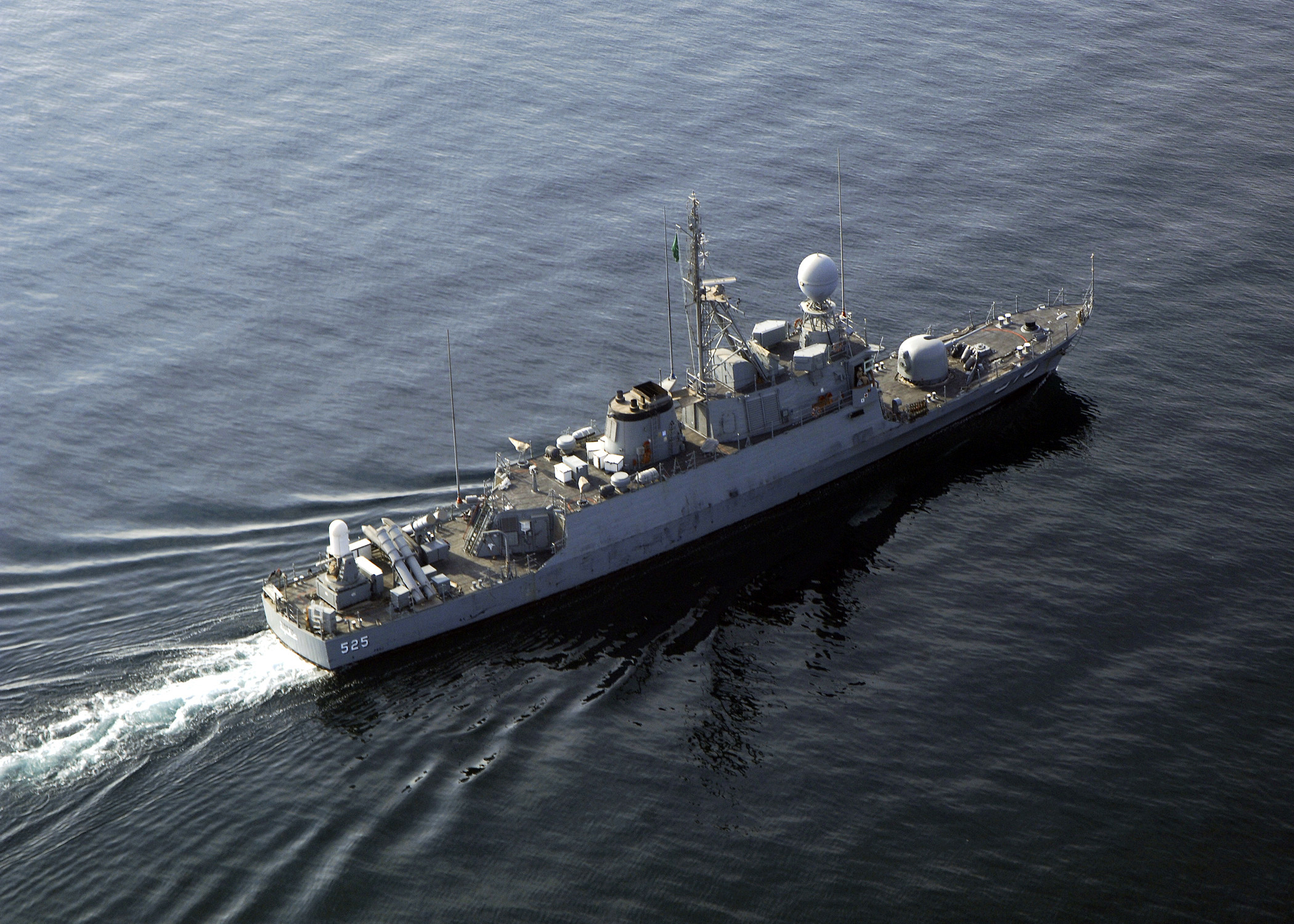
Oqbah (525)

V dělové věži na přídi je umístěn jeden dvouúčelový 76mm kanón OTO Melara, který doplňují dva 20mm kanóny Oerlikon. K bodové obraně slouží jeden 20mm systém Phalanx CIWS. Protilodní výzbroj tvoří dva dvojnásobné vypouštěcí kontejnery protilodních střel RGM-84C Harpoon. Na palubě se dále nachází minomet a dva ruční granátomety.
Pohonný systém je typu CODOG. Tvoří ho jedna plynová turbína General Electric LM2500 a dva diesely MTU 12V652 TB91. Lodní šrouby jsou dva. Nejvyšší rychlost dosahuje 34 uzlů, ekonomická rychlost je 16 uzlů.